# Placówka Straży Granicznej I linii „Krupka”
Placówka Straży Granicznej I linii „Krupka” – jednostka organizacyjna Straży Granicznej pełniąca służbę ochronną na granicy polsko-niemieckiej w okresie międzywojennym.

## Geneza
Na wniosek Ministerstwa Skarbu, uchwałą z 10 marca 1920 roku, powołano do życia Straż Celną. Od połowy 1921 roku jednostki Straży Celnej rozpoczęły przejmowanie odcinków granicy od pododdziałów Batalionów Celnych. W 1921 roku w Dzietrzkowicach stacjonował sztab 1 kompanii 4 batalionu celnego. 1 kompania celna jedną ze swoich placówek wystawiła w Krupkach. Proces tworzenia Straży Celnej trwał do końca 1922 roku. Placówka Straży Celnej „Krupka” weszła w podporządkowanie komisariatu Straży Celnej „Gola” z Inspektoratu SC „Praszka”.

## Formowanie i zmiany organizacyjne
Rozporządzeniem Prezydenta Rzeczypospolitej Polskiej Ignacego Mościckiego z 22 marca 1928 roku, do ochrony północnej, zachodniej i południowej granicy państwa, a w szczególności do ich ochrony celnej, powoływano z dniem 2 kwietnia 1928 roku  Straż Graniczną.
Rozkazem nr 3 z 25 kwietnia 1928 roku w sprawie organizacji Wielkopolskiego Inspektoratu Okręgowego dowódca Straży Granicznej gen. bryg. Stefan Pasławski określił strukturę organizacyjną komisariatu SG „Dzietrzkowice”. Placówka Straży Granicznej I linii „Krupka” znalazła się w jego strukturze.

## Służba graniczna
Siedziba placówki mieściła się w budynku skarbowym.
Sąsiednie placówki
- placówka Straży Granicznej I linii „Wójcin” ⇔ placówka Straży Granicznej I linii „Toplin” − 1928[8]
- placówka Straży Granicznej I linii „Wójcin” ⇔ placówka Straży Granicznej I linii „Bezula” − 1932[9]

## Kierownicy/dowódcy placówki
| stopień     | imię i nazwisko       | okres pełnienia służby | kolejne stanowisko |
| ----------- | --------------------- | ---------------------- | ------------------ |
| strażnik    | Franciszek Borowczak  | od 1.11.1937 –         |                    |
| przodownik  | Leon Żelazko          | od 20.12.1938 –        |                    |
| st.strażnik | Franciszek Wojtkowiak | do 1.09.1939           |                    |

Obsada personalna placówki :
- st. strażnik Józef Krupa - od 22.06.1932 r.[13]
- strażnik Włodzimierz Karpiński - od 20.06. 1932 r.[13]
- strażnik Adam Pawełczyk - był 14.06.1933 r.[14]
- st. strażnik Karol Kowalski - był 1.09.1933 r.[14]
- strażnik Franciszek Maciejewski - był 14.06.1933 r.[15]
- strażnik Władysław Żurawik - był do 20.03.1937 r.[16]

Wydarzenia
Opis wydarzeń w  1936 roku:

28.11.1936

Na terenie komisariatu Dzietrzkowice, odcinku placówki Krupka od dłuższego czasu grasowała nieuchwytna szajka przemytników, na czele której stał,  niejednokrotnie karany, mieszkaniec Łubnic: Władysław Sz.
Szajka była bardzo dobrze zakonspirowana i trudna do podejścia. Pomimo stałej obserwacji i zasadzek konkretnych rezultatów nie było. Dopiero 28 listopada 1936 r. otrzymano poufną informację, że ww. szajka udała się do Niemiec po towar. Natychmiast została zarządzona zasadzka. O godz. 19:20 pomiędzy kamieniem granicznym 11 – 12 szeregowi placówki Krupka zauważyli 3 osobników przekraczających granicę. Na wezwanie do zatrzymania ci się czym prędzej rzucili do ucieczki, rozbiegając się w różne kierunki. Za uciekającymi oddano 7 strzałów z kbk lecz z powodu ciemnej nocy bez rezultatów. Wtedy puszczono za nimi psa służbowego „Aresa” który dogonił jednego z uciekających i zatrzymał go. Zatrzymanym okazał się główny herszt szajki - Sz. Stanisław przy którym znaleziono 5 kg pieprzu, maszynkę do strzyżenia, butelkę lekarstwa i 10 szt. cygar. Po doprowadzeniu Sz. Władysława na placówkę tenże zeznał, że zbiegło dwóch jego towarzyszy i wspólników, a mianowicie: St. Władysław i Sk. Józef mieszkańcy wsi Łubnice. 

Bezzwłocznie zorganizowano pościg za zbiegami wynikiem którego zatrzymano St. Władysława, zaś Sk. Józefa niestety nie odnaleziono. Razem zatrzymano z wyżej wymienionymi następujący przemyt: 22 kg pieprzu, maszynkę do strzyżenia, lekarstwa, cygara, oraz 4,5 marki niemieckiej, oraz udowodniono wymyt 77 marek niemieckich.

Przy szczegółowym dochodzeniu udowodniono jeszcze wyżej wymienionym przemyt 26,5 kg pieprzu i wymyt waluty: 35 marek niemieckich. Za wymyt waluty Sz. Władysław i Sk. Władysław odstawieni zostali do Sądu Grodzkiego w Wieluniu, który zarządził natychmiastowe osadzenie w areszcie więziennym. Oprócz tego ww. zostali pociągnięci do odpowiedzialności za handel walutą: P. Kopel mieszkaniec Bolesławca, Adam W. zamieszkały w Łubnicach i Ż. Wincenty zamieszkały w Goli pow. Wieluń. Do odpowiedzialności pociągnięty został także H. Dawid zamieszkały w Bolesławcu za kupowanie przemycanego przez nich pieprzu.